# Арлекино и другие
„Арлекино и другие“ е вторият  студиен албум на руската певица Алла Пугачова. Издаден е в СССР от фирма „Мелодия“ през май 1979 г.
Албумът е публикуван по многобройни искания на почитатели на творчеството на Алла Пугачова и включва песни, издадени преди това на миньони и гъвкави грамофонни плочи, записани през 1975-1976 г. по време на работата на певицата във ВИА „Весёлые ребята“. Дискът съдържа композиции, записани за филма „Ирония на съдбата или честита баня“ (1975), където Пугачова действа като изпълнител извън екрана.
През същата 1979 година компанията „Мелодия“, заедно с финландската звукозаписна компания Kansankulttuuri Oy, пускат този запис за продажба във Финландия под заглавието „Alla Pugatsova. Harlekiini“. Всички заглавия на песните са изброени там на руски и фински език.

## Списък на песните
| 1. | Ты снишься мне (Ти ме сънуваш)                    | Николай Шумаков  | Алексей Мажуков                | 3:44 |
| 2. | 22+28                                             | Владимир Луговой | Вячеслав Добрынин              | 2:46 |
| 3. | Ясные светлые глаза (Ясни светли очи)             | Владимир Лазарев | Роберт Мануков                 | 3:49 |
| 4. | Посидим, поокаем (Хайде да седнем и да поговорим) | Иля Резник       | Александър Муромцев (Шепета)   | 3:25 |
| 5. | Арлекино (Арлекин)                                | Борис Баркас     | Емил Димитров, Павел Слободкин | 4:30 |

| 6.  | Мне нравится (Харесвам)               | Марина Цветаева    | Микаел Таривердиев | 1:34 |
| 7.  | У зеркала (При огледалото)            | Марина Цветаева    | Микаел Таривердиев | 1:36 |
| 8.  | По улице моей (Надолу по моята улица) | Бела Ахмадулина    | Микаел Таривердиев | 2:48 |
| 9.  | Посреди зимы (В разгара на зимата)    | Наум Олев          | Павел Слободкин    | 5:58 |
| 10. | Без тебя (Без теб)                    | Владимир Харитонов | Анатолий Днепров   | 4:34 |
| 11. | Очень хорошо (Много добре)            | Давид Усманов      | Алексей Мажуков    | 3:21 |